# Napoleone Meuron
Napoleone Meuron (Ancona, 26 luglio 1807 – Lucca, 16 giugno 1885) è stato un politico italiano.
Fu nominato senatore il 24 maggio 1863 ed effettuò il giuramento il 19 giugno successivo.